# 辛相佑
辛 相佑（シン・サンウ、朝鮮語: 신상우/辛相佑、1937年5月20日 - 2012年1月26日）は、大韓民国の記者、政治家。第8・9・10・11・13・14・15代韓国国会議員。
本貫は霊山辛氏。号は凡中（ポムジュン、범중）。キリスト教徒。第12代国会議員の辛達洙はおじ。

## 経歴
慶尚南道梁山出身。釜山商業高等学校（現・開成高等学校）、高麗大学校政治外交学科卒、同校経営大学院修了。釜山日報で政治部記者、ベトナム戦争の従軍記者（特派員）を務めた後、当時国会議員であった金泳三の秘書室長を務める。第8代総選挙で新民党の公認で立候補して初当選し、第9代総選挙でも再選され、国会議員を計7期務めた。政界では新民党政策審議会商工分科委員長、新民党政策審議会副議長、新民党金泳三総裁特別補佐官、民主韓国党結党準備委員会組織委員長、民主韓国党大統領・国会議員選挙対策本部長、民主韓国党事務総長、民主韓国党副総裁、国会保社・国防・情報委員長、海洋水産部初代長官、ハンナラ党副総裁、国会副議長を歴任した。特に1980年を境に金泳三と決別し、新軍部が裏で推進した「衛星政党」とも言える民主韓国党の設立の役割を中央情報部から与えられた。5年後の民主韓国党の議員が新韓民主党へ大挙離党した際にも当時慶南バスの会長であったおじの辛達洙への政権の脅迫などにより民主韓国党に残留した。再び金泳三と合流したのは1987年の統一民主党結成の時となった。また、2001年には翌年の大統領選挙への立候補を表明した高校の後輩の盧武鉉の釜山地域後援会長となり、支援活動を行った。盧武鉉が当選した後に国家情報院長官への任命が取り沙汰されたものの、政治的信念などの違いにより結局指名を受けなかった。
2006年1月より韓国野球委員会（KBO）総裁を約3年間務めた。就任時から「政界の落下傘人事」との批判があったが、在任中に韓国代表が2006 WBCの4強進出後には選手に兵役免除特例措置を与え、その後に韓国代表が2008年北京オリンピックの野球競技で金メダルを獲得したなどの成果を出した。しかし、現代ユニコーンズの売却とヒーローズの創設の過程で、空手形の乱発とスムーズでない仕事ぶりは注目を浴びたため、結局2008年12月に退任し、「KBO総裁が政治より難しい」という結論を付けた。2010年に肝癌を患い、約2年後に75歳で死去した。